# Bitwa pod Ulrichen
Bitwa pod Ulrichen – starcie zbrojne, które miało miejsce w 1211 r. walk pomiędzy księciem Zähringen Bertoldem V a wojskami biskupa Sionu .
W roku 1211 książę Bertold V (założyciel miasta Berno w roku 1191) wdał się w spór z hrabią Tomaszem I Sabaudzkim, najeżdżając jego ziemie. W tym samym roku książę podjął decyzję o zdobyciu ziem kantonu Valais. Na czele 13 000 ludzi przekroczył przełęcz Grimsel kierując się do Valais. W trakcie marszu wojska Bertolda całkowicie spaliły wioski Oberwald oraz Obergesteln. W okolicy Oberbach koło Ulrichen, przeciwnika oczekiwały już wojska biskupa Sionu Landricha von Munt (1206–1237).
Bitwa zakończyła się unicestwieniem wojsk Bertolda V. Resztki jego armii wycofały się w rejon Grimsel. Tutaj okrążone przez wojska z Valais, zostały ponownie pobite a zwłoki żołnierzy zatopiono w jeziorze. Od tego czasu pobliskie jezioro nosi nazwę Jeziora Umarłych (Totensee). 
W miejscu bitwy stanął granitowy krzyż upamiętniający to wydarzenie.